# 公正発展党
公正発展党（こうせいはってんとう、トルコ語: Adalet ve Kalkınma Partisi, AK Parti, AKP）は、トルコのイスラム原理主義政党で、ガザ地区で活動する武装勢力ハマスの母体で日本を含む複数の国でテロ組織指定を受けているムスリム同胞団と強い関連を持つ。ハマスとイスラエルとの紛争では、ハマス側に対して負傷者を受け入れるなどの組織的支援を行っている。2002年からトルコの政権与党であり、親イスラム主義政党福祉党、およびその後継政党である美徳党を前身としている。

## 沿革
公正発展党の前身は、1997年に軍部の圧力下で（2月28日キャンペーン）非合法化された親イスラム主義政党の福祉党、およびその後継政党である美徳党である。
2001年6月22日の美徳党の解党を受け、前イスタンブール市長のレジェップ・タイイップ・エルドアン、アブドゥッラー・ギュル、ビュレント・アルンチュら美徳党の若手活動家らを中心に、公正発展党が旗揚げされた。このとき元福祉党党首ネジメッティン・エルバカンの流れを汲む旧美徳党党首レジャイ・クタンらの古参幹部は至福党を起こし、旧美徳党系政党は分裂している。なお2017年より駐日大使を務めるハサン・ムラト・メルジャンも公正発展党設立メンバーである。
公正発展党は、前述の2月28日キャンペーンによる福祉党の閉鎖を受けて、「保守的民主主義」を宣言し、当初は経済自由主義や世俗主義との親和性を強調した。2002年11月3日に行われた総選挙においては中道右派政党の支持者から票を奪い得票率34.26%を獲得して第1党となる。得票率10%に満たない政党には議席が配分されないトルコの選挙制度に基づいて550議席中363議席を獲得する地すべり的な勝利を収め、単独与党となった。このとき、党首のエルドアンは被選挙権が剥奪されていたために議員になれず、首相には副党首のギュルが就任する。エルドアンが被選挙権を回復して補欠選挙に当選し、首相に就任するのは翌2003年の3月である。
公正発展党は、結党直後から、軍部や司法関係者からは、国是である世俗主義原則を脅かす存在として警戒心をもって見られてきた。2002年の総選挙では、投票直前の10月23日に、検事総長によって公正発展党解散に向けた提訴が行われたが、却下される事件も起きた。
2007年に、司法界出身で世俗主義擁護派で知られたセゼル大統領が任期満了を迎えるにあたり、後任の大統領候補として、副首相兼外相のギュルを擁立した。しかし、ギュルは、軍によって「宗教的反動勢力」として認定・弾圧された福祉党出身であり、また「イスラム復興」を標榜していたため、世俗主義擁護派の世論の猛反発を受けるなど、政教分離をめぐる論争では、世俗主義勢力と明白な緊張関係にあった。
ギュルの大統領選擁立問題をめぐっては、議会によるギュルの大統領選出が憲法裁判所に違憲と判断されたことで頓挫したことを受け、公正発展党政権は、国民の信を問うとして同年7月22日に総選挙を前倒しで実施した。5年間の同党政権下で行った経済発展の継続を訴えたこの選挙で、公正発展党は前回選挙の得票率を10ポイント以上上回る得票率46.7%を獲得、再び議会の過半数を制した。
2014年8月、党首であったエルドアンが直接選挙で大統領に選出されたため党を離れたことにともない、アフメト・ダウトオールが後任の党首に就任した。
2015年6月に行われた総選挙では、第1党を維持したものの大きく議席を減らし、過半数の維持に失敗した。しかし、連立協議が成功せず同年11月に行われた再選挙では過半数を上回る317議席を獲得した。
2015年秋ごろより大統領権限を強化する憲法改正を巡り、困難視するダウトオール党首が推進するエルドアン大統領と対立するようになり、2016年5月にダウトオール党首が首相と党首を辞任。後任の首相・党首には、エルドアン大統領の側近にして運輸海事通信大臣のビナーリ・ユルドゥルムが就任した。
2017年4月に国民投票が行われ憲法が改正され大統領の政党所属が可能になったことを受け、エルドアン大統領が5月2日に公正発展党に復党し、その後21日には公正発展党党首に復帰した。
2018年5月には、当初2019年11月に予定されていた大統領・議会同日選挙を1年以上も前倒しした選挙で民族主義者行動党との選挙協力によりかろうじて与党の座を死守した。
2019年12月13日、ダウトオール元党首が離党を宣言し、新たに未来党を結成した。
2024年3月、統一地方選挙において与党人気は激しいインフレにより低迷し、得票率は前回比マイナス.2%の35.5%となり、首都アンカラ、最大都市イスタンブールを含む県庁所在市81の内48都市で野党候補に敗れた。

## 政策
公正発展党は、2001年の結党から2002年の総選挙までの間は、公共の場での飲酒やレストランでのアルコール飲料の販売の禁止をうったえるなど、急進的なイスラム化政策を打ち出すこともあった。その後、選挙運動中および選挙後は改革政党としての面を前面に出し、また、国会議場でのスカーフ着用問題を回避するため、女性立候補者はすべてスカーフを着用しない人物を登用するなど、イスラム色を抑え、中道右派を標榜していた。
しかし、翌2003年には、イラク戦争時の米軍の領内通過案（大量の造反者を出し、賛成票が反対票を上回るものの、出席議員の過半数に満たず、否決）や、刑法改正（姦通罪の新設を目指すが、民法上の妻以外に私的に複数の妻を持つ公正発展党議員が反対。条項廃案。）など、イスラムが絡む場面では大量の造反者を出しており、必ずしもイスラム色が抑えられているとはいいがたいところを見せている。
当初は共和人民党との対抗のため、クルド人との和解や融和を掲げていたが、2010年代以降、国粋主義政党の民族主義者行動党との連立をするようになってからはイスラム色や民族主義色を前面に打ち出すようになった。

## 名称
同党の正式名称は公正発展党（Adalet ve Kalkınma Partisi 英語名称は"Justice and Development Party"）だが、この呼称が使われることは、一般の報道をはじめ、公正発展党自らの選挙ポスターなどですらほとんど無く、通常はAK Parti（発音：アク・パルティ）の呼称が用いられる。もともとAKという党名が考案され、公正発展という意味は後付けであるバクロニムとされる。AKとはトルコ語で「白色」を意味するが、通常使われるBeyazと異なり、「正義」や「公正」といった意味も含まれる。
シンボルマークは光る電球。標語は公式のものではないが、「すべてはトルコのために（Her Şey Türkiye İçin）」が好んで用いられる。地方選挙などでは、トルコの部分が自治体名に変えられることもある。

## 総選挙での得票率、獲得議席数
公正発展党が参加した総選挙での得票率、獲得議席数は以下の通り。
| 年                 | 党首                               | 得票数     | 得票率 | 獲得議席 |
| ------------------ | ---------------------------------- | ---------- | ------ | -------- |
| 2002年             | レジェップ・タイイップ・エルドアン | 10,808,229 | 34.3%  | 363      |
| 2007年             | レジェップ・タイイップ・エルドアン | 16,340,534 | 46.7%  | 341      |
| 2011年             | レジェップ・タイイップ・エルドアン | 21,399,082 | 49.8%  | 327      |
| 2015年6月          | アフメト・ダウトオール             | 18.347.747 | 40.66% | 258      |
| 2015年11月(再選挙) | アフメト・ダウトオール             | 23,681,926 | 49.5%  | 317      |
| 2018年             | レジェップ・タイイップ・エルドアン | 21,333,172 | 42.56% | 295      |
| 2023年             | レジェップ・タイイップ・エルドアン | 19,387,412 | 35.63% | 268      |

## 歴代党首
- レジェップ・タイイップ・エルドアン（Recep Tayyip Erdoğan 在任2001年-2014年）
- アフメト・ダウトオール（Ahmet Davutoğlu 在任2014年-2016年）
- ビナリ・ユルドゥルム（Binali Yıldırım 在任2016年-2017年）
- レジェップ・タイイップ・エルドアン（Recep Tayyip Erdoğan 在任2017年-）